# Canthigaster compressa
Canthigaster compressa és una espècie de peix de la família dels tetraodòntids i de l'ordre dels tetraodontiformes.

## Morfologia
- Els mascles poden assolir 12 cm de longitud total.[1][2]

## Hàbitat
És un peix de clima tropical i associat als esculls de corall que viu entre 5-16 m de fondària.

## Distribució geogràfica
Es troba des de les Filipines fins a Salomó, les illes Ryukyu, el sud de les illes Mariannes i Vanuatu.

## Observacions
És inofensiu per als humans.